# Hans Lehfeldt
Hans Lehfeldt (* 28. Oktober 1899 in Berlin; † 18. Juni 1993 in New York) war ein deutsch-amerikanischer Arzt und Sexualreformer, der 1934 in die Vereinigten Staaten emigrieren musste.

## Leben
Lehfeldt studierte in Berlin und München Medizin und promovierte 1923 in Berlin. Bei Erwin Kehrer (1874–1959) in Dresden und bei seiner Ausbildung in Wien spezialisierte er sich für die Fächer Gynäkologie und Geburtshilfe.
Zurück in Berlin hospitierte er ab 1928 bei dem  Sexualforscher Ernst Gräfenberg. Seit Mitte der 1920er Jahre war Lehfeldt mit dem britischen Sexualreformer Norman Haire (1892–1952) befreundet, der ihm einen Auftritt beim Kopenhagener Kongress der Weltliga für Sexualreform vermittelte, auf dem die Empfängnisverhütung und die Geburtenregelung thematisiert wurden. Lehfeldt wurde durch die amerikanische Pionierin der Familienplanung Margaret Sanger stark beeinflusst. Sie hielt in Europa mehrfach Vorträge über Verhütungsmittel, unter anderem 1927 im Anschluss an die Genfer Weltbevölkerungskonferenz. Trotz behördlicher Restriktionen richtete Lehfeldt 1930 mit Kollegen in Berlin eine Ehe- und Sexualberatungsstelle ein, in der auch die Verwendung von Pessaren unterwiesen wurde. Die von ihm verfasste Aufklärungsbroschüre Das Buch der Ehe. Wegweiser für Männer und Frauen wurde aus religiösen, moralischen und bevölkerungspolitischen Gründen angegriffen, auch aus der deutschen Ärzteschaft. Sanger, die Lehfeldts Schrift in den Vereinigten Staaten verbreiten wollte, scheiterte dort an der Zensur.
Während Gräfenberg sich 1933 nach der Machtübergabe an die Nationalsozialisten noch Illusionen machte und in Deutschland blieb – und erst 1940 nach Gefängnisaufenthalten mit der Unterstützung Sangers noch in letzter Minute emigrieren konnte –, ging Lehfeldt gezwungenermaßen bereits 1934 in die Vereinigten Staaten. Er konnte dort bereits ab 1935 wieder ärztlich tätig sein und reüssierte als Arzt des gehobenen Bürgertums mit einer Praxis für Gynäkologie und Geburtshilfe in New Yorks Park Avenue, die er bis 1991 betrieb. Von 1936 bis 1947 war er außerdem an der „School of Medicine“ der New York University tätig, 1958 übernahm er die Klinik für Familienplanung am Bellevue Hospital Center. Die New York University ernannte ihn 1969 zum Clinical Professor. Lehfeldt trug mit dazu bei, dass der Supreme Court 1973 den Schwangerschaftsabbruch legalisierte.
Lehfeldt zählte 1957 mit Hugo G. Beigel, Harry Benjamin und Albert Ellis zu den Gründern der Society for the Scientific Study of Sex, zu denen auch Henry Guze und Robert Veit Sherwin (-1979) gehörten. Er leitete deren ersten Kongress 1958 und war ihr Präsident von 1962 bis 1964.

## Schriften (Auswahl)
- Das Buch der Ehe. Wegweiser f. Männer u. Frauen, Berlin: Aufklärungs-Bücherei-Verl., [um 1930].
- 11 Fälle von Colitis parathyphosa im Saeuglings- und fruehen Kindesalter, o. O., 1923, Med. Diss. Univ. Berlin.
- Bibliographie der Aufsätze und Konferenzpapiere bei Sigusch, Personenlexikon der Sexualforschung, S. 406f.